# Мея (співачка)
Мея (англ. Meja, справжнє ім'я — Анна Пернілла Торндал (англ. Anna Pernilla Torndahl), нар. 12 лютого 1969 року, Стокгольм, Швеція), композиторка і співачка зі Швеції. Серед її найвідоміших пісень — «i'm Missing You», «All 'Bout the Money» і «Private Emotion» (заспівана дуетом з Рікі Мартіном). Вона також завоювала популярність після її синглу «How are You Crazy?» який був використаний в якості основної музичної теми для відеоігри Xbox «Dead or Alive Xtreme Beach Volleyball».

## Життєпис
У 5 років Анна Пернілла Торндал почала писати вірші, співати в хорі. Дебютувала у театрі у віці семи років. У 1986 році у 16-річному віці, вона переїхала вчитися до Майорки, де під час навчання вирішила зосередити свої сили на музичному напрямку.
У 1990 році Мея вирушила до Стокгольма, щоб займатися музикою. Вона співала в різних групах Стокгольма, була бек-вокалісткою гурту Rob'і Raz DLC.
У 1992 році Мея переїхала до Лос-Анджелеса, щоб продовжити своє навчання в Голлівуді.
У 1993 році Мея працювала з танцювальним проєктом Legacy of Sound. Вона спільно з Anders Bagge написала перший сингл "Happy" з альбому "Holy Groove". Пісня потрапила до Топ-10 у програмі Hot Dance Music / Club, і вона досягла свого піку під номером 68 у Топ-100 під час 12-тижневого перебування у чарті.
Перший сольний альбом Меї «Meja» вийшов у 1996 році. Для нього пісні співачка створювала у співавторстві з Біллі Стейнбергом. 1997 року вона провела тур містами Японії під назвою The Flower Girl Jam Tour.

## Дискографія

### Альбоми
- Holy Groove (Legacy of Sound) (1993)
- Tour de Force (Legacy of Sound) (1994)
- Meja (1996)
- Live in Japan-The Flower Girl Jam (1997)
- Seven Sisters (1998)
- Realitales (2000)
- My Best (2002)
- Mellow (2004)
- The Nu Essential (2005)
- Urban Gypsy (2009)
- «AniMeja» (2010)
- "Original Album Collection (2010)

### Сингли
- «Happy» (Legacy of Sound) (1993)
- «I can't Let You Go» (Legacy of Sound) (1993)
- «Feels So Good» (Legacy of Sound) (1993)
- «Woman in Me» (Legacy of Sound) (1994)
- «Livin'n Learnin'» (Legacy of Sound) (1994)
- «I'm Missing You» (1996)
- «How Are You Crazy?» (1996)
- "Welcome to the Fanclub of Love (1996)
- «I Wanna Make Love» (1996)
- «Rainbow» (1996)
- «Pop & Television» (1998)
- «All 'Bout the Money» (1998)
- «Lay Me Down» (1998)
- «Beautiful Girl» (1998)
- «Radio Radio» (1998)
- «Intimacy» (1999)
- «Private Emotion» (Duet with Ricky Martin) (2000)
- «Spirits» (2000)
- «Hippies in the 60's» (2000)
- «I'm Here Saying Nothing» (2001)
- «Wake Up Call» (2004)
- «Life is a River» (2004)
- «At the Rainbows End» (2009)
- «Regrets (I Have None)» (2009)
- «Dance with Somebody» (2010)
- «Totoro» (2010)